# Premio José Rizal de las Letras Filipinas
El Premio José Rizal de las Letras Filipinas, que toma su nombre del héroe nacional y mayor escritor hispanofilipino, fue instituido en 2015 y es sostenido, a través de "Biblioteca HUMANISMOEUROPA", por el "Instituto Juan Andrés de Comparatística y Globalización", con la colaboración del "Grupo de Investigación Humanismo-Europa" de la Universidad de Alicante y Revista Filipina. Está dedicado especialmente al ámbito cultural hispanofilipino y las materias propias del Filipinismo. El Premio se otorga anualmente desde España a una obra por lo común ya editada de forma tradicional en papel. Pero se trata de un Premio, en razón de los entornos geográficos inmediatos que lo contextualizan, concebido para la dimensión del espacio virtual y principalmente difundido, en consecuencia, por medios electrónicos. Coincide así con un medio y caracterización actualmente inherente a la cultura filipina, archipielágica, así como a su diáspora.

## Concepto
El Premio tiene el propósito tanto de honrar a José Rizal, el más importante escritor filipino y su cultura hispánica, como de contribuir en general al fomento y difusión del hispanismo en Asia y del Filipinismo y la cultura filipina en lengua española. Está destinado a recaer en una obra publicada dentro del año anterior o el año en curso de cada convocatoria. La fecha límite de presentación tanto de informes, e incluso originales por editar, como de meras propuestas es el día 12 de octubre de cada año. El Premio se ha de fallar durante el inmediato mes de diciembre, con anterioridad al día 30, efeméride de la muerte del autor que le da nombre. El galardón, netamente intelectual, consiste en el estudio y difusión académica de la obra premiada y, característicamente, en la difusión archipielágica filipina e hispánica intercontinental de la misma.

## Autores y obras premiados
2015 : I Premio José Rizal de las Letras Filipinas, otorgado al escritor, profesor de español, periodista y folclorista Guillermo Gómez Rivera por su obra Quis ut Deus (publicada en Manila, 2015) como representación del conjunto de su trayectoria como filipinista e hispanista.
2016 : II Premio José Rizal de las Letras Filipinas, otorgado al artista polifacético Luis Eduardo Aute por el conjunto de su obra literaria y artística con motivo de la publicación del volumen de "Poemigas y otras iconografías" titulado El sexTo animal (Madrid, 2016).
2017 : III Premio José Rizal de las Letras Filipinas, otorgado al escritor Edmundo Farolán Romero, director de Revista Filipina, por el conjunto de su obra literaria y, en particular, su novela El diario de Frankie Aguinaldo (San Francisco, Carayan Press, 2016).
2018 : IV Premio José Rizal de las Letras Filipinas, otorgado al poeta y filólogo Virgilio Almario, director de la Komisyon sa Wikang Filipino, por el conjunto de su obra literaria, crítica y filológica con motivo de la publicación en Madrid, por el Instituto Juan Andrés de Comparatística y Globalización, de En tiempos de la vendedora y del criminal (Sa oras ng tindera’t kriminal), edición antológica bilingüe de su obra poética.
2019 : V Premio José Rizal de las Letras Filipinas, otorgado al escritor y profesor Macario Ofilada, doctor por la Universidad de Salamanca, nacido y radicado en Manila, por la serie de tres poemarios Salmos heridos, Algunos pecados de juventud y Gymnopédies astrales (Barcelona, Colección Oriente, 2019).
2020 : VI Premio José Rizal de las Letras Filipinas, otorgado a título póstumo al poeta y prosista filipino bilingüe español-inglés, recientemente fallecido en España, Gilbert Luis R. Centina III, por el conjunto de su obra y con motivo de la publicación del poemario Recovecos/Crevices (Nueva York, CentiRamo, 2020).
2021 : VII Premio José Rizal de las Letras Filipinas, otorgado al poeta, editor, director de Revista Filipina e hispanista Edwin Agustín Lozada, por su contribución a la difusión de la literatura hispano-filipina, el conjunto de su obra poética y con motivo de la publicación de Recuerdos (Colección Oriente, Barcelona, Editorial Hispano Árabe, 2021).
2022 : VIII Premio José Rizal de las Letras Filipinas, otorgado a la profesora, traductora, académica y poetisa Daisy López Pargas, por su contribución al estudio de la cultura hispánica filipina y con motivo de la publicación de su libro poético Momentos e instantes (Nueva York, CentiRamo, 2022).
2023 : IX Premio José Rizal de las Letras Filipinas, otorgado a la investigadora y escritora Elizabeth Medina, por su gran labor intelectual y literaria y con motivo de la inminente publicación de su libro poético Torbellinos en lo claroscuro (San Francisco, Carayan Press, 2023).
2024 : X Premio José Rizal de las Letras Filipinas, otorgado a la profesora y escritora trilingüe manileña Marra Lanot, por su compilación de Poesía completa en español, de próxima publicación.

## Véase también

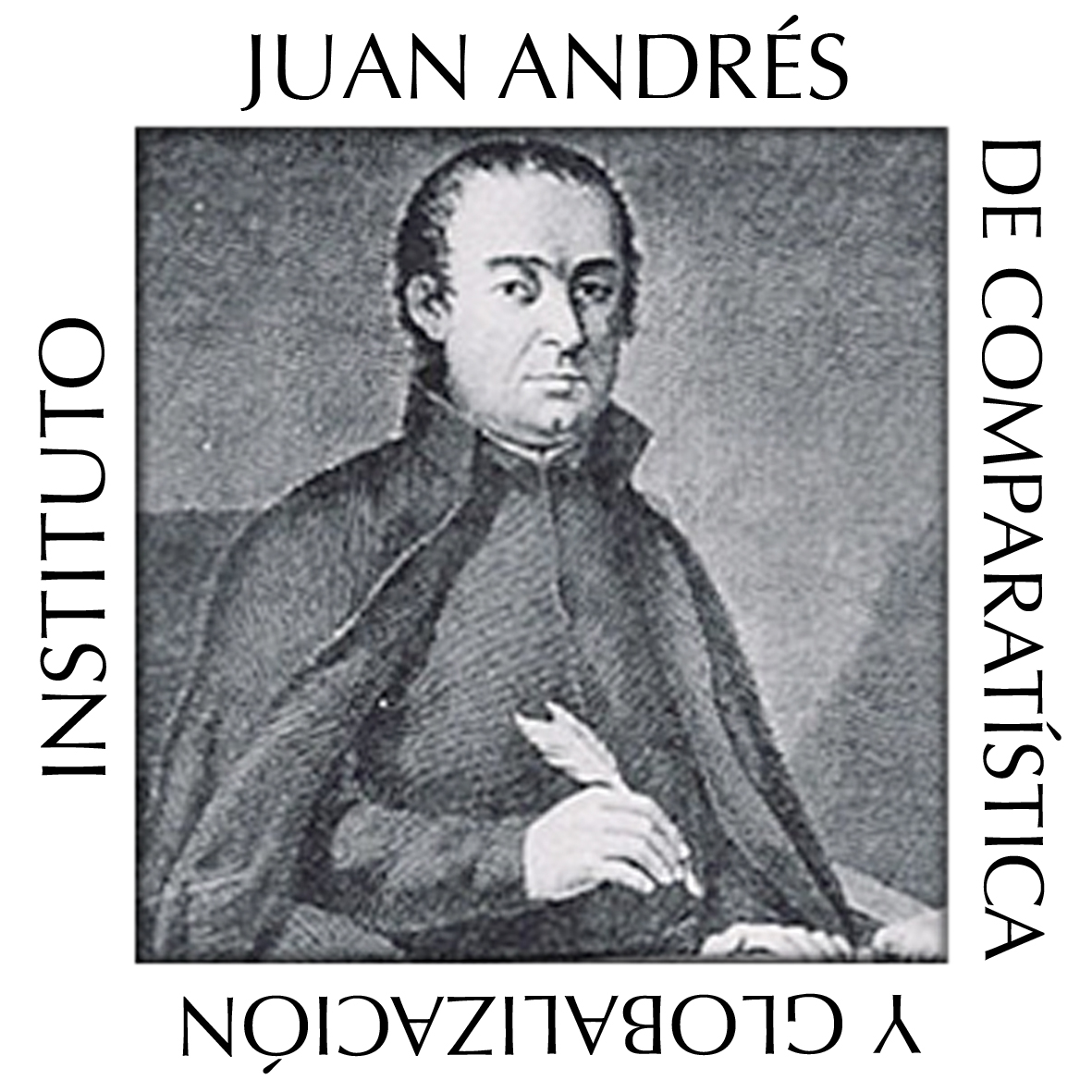